# Angara

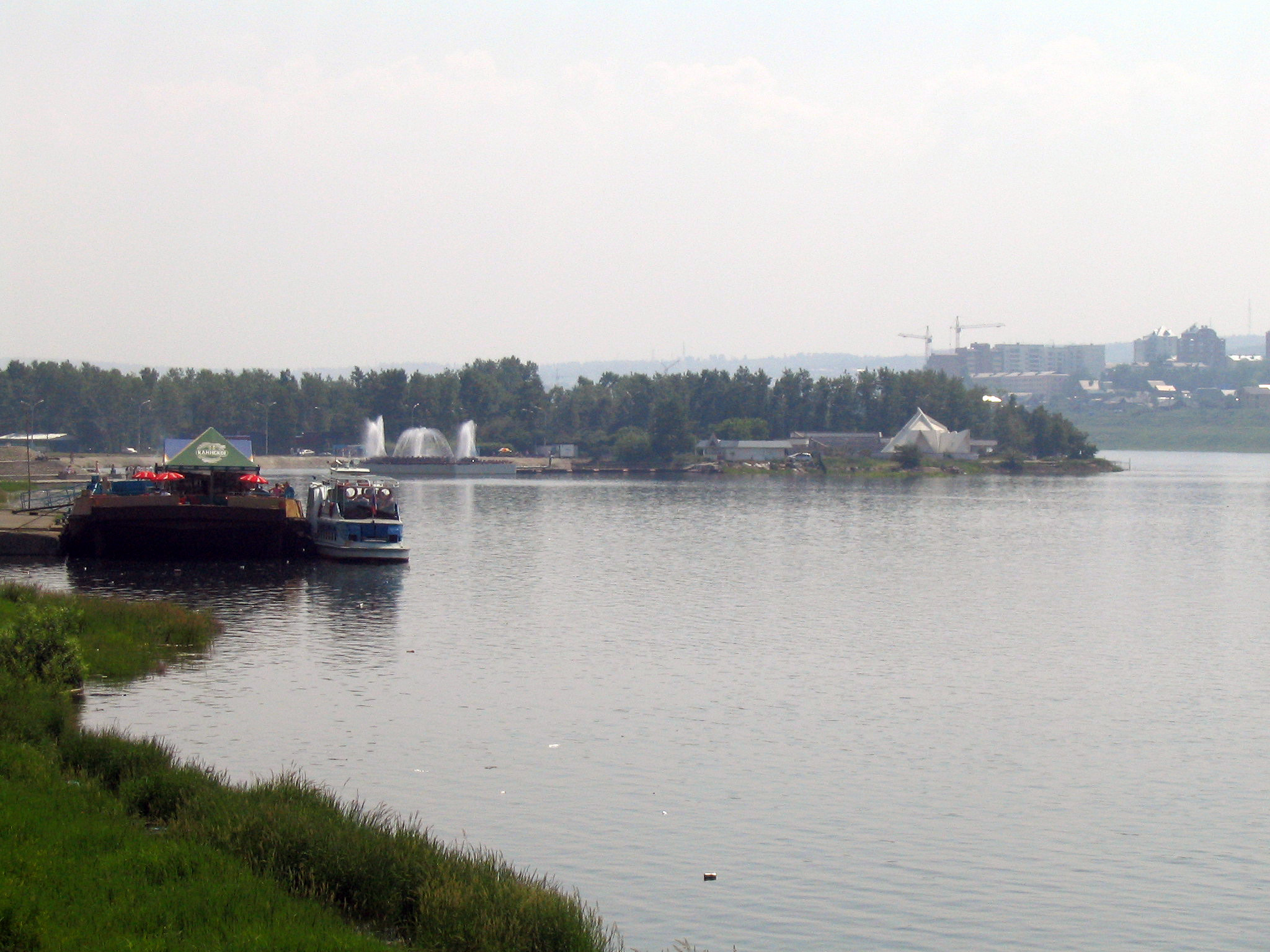
Angara w Irkucku

Angara (ros. Ангара) – rzeka w azjatyckiej części Rosji, prawy dopływ Jeniseju. Jej długość wynosi 1779 km, a powierzchnia dorzecza 1040 tys. km². Wypływa z jeziora Bajkał, przepływa przez południową część Wyżyny Środkowosyberyjskiej. W środkowym i dolnym biegu tworzy liczne progi. Angara jest jedyną rzeką, która wypływa z Bajkału.
Główne dopływy:
- Ilim,
- Irkut,
- Kitoj,
- Oka,
- Biełaja.

Główne miasta:
- Irkuck,
- Angarsk,
- Brack.

Wzdłuż biegu Angary wybudowano zbiorniki zaporowe (Zbiornik Irkucki, Zbiornik Bracki, Zbiornik Ust-Ilimski i Zbiornik Boguczański) pełniące rolę retencyjną i zbiorników hydroelektrowni w: Irkucku, Bracku, Ust-Ilimsku i Kodyńsku. Wzdłuż Angary jest dobrze rozwinięte rybołówstwo.